# Volkssturmgewehr VG 1-5
Das Volkssturmgewehr VG 1-5 (Volkssturmgewehr Spezial, Volksgewehr oder VG-45) war ein Selbstladegewehr im Kaliber 7,92 × 33 mm, das durch die Wehrmacht zur Ausrüstung des Volkssturmes beschafft wurde.

## Geschichte

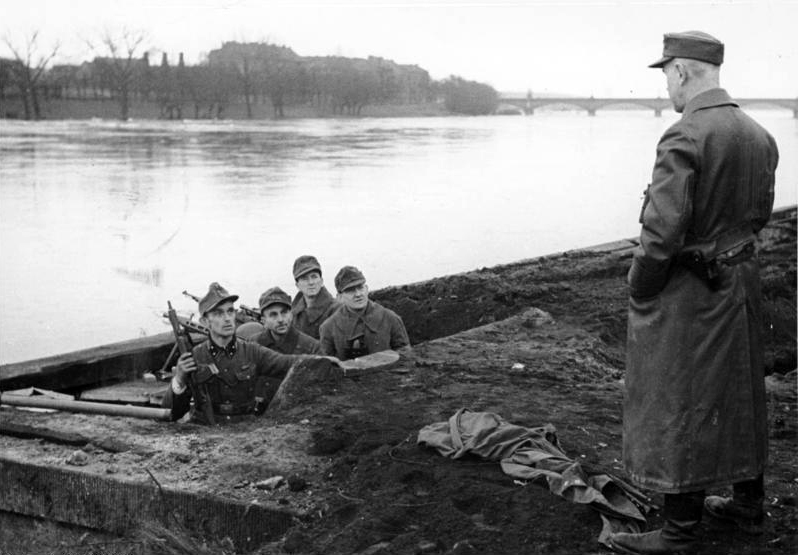
Volkssturmmänner an der Oder, der Mann ganz links trägt ein Volkssturmgewehr

Nachdem am 18. Oktober 1944 der Volkssturm gebildet worden war und damit alle „waffenfähigen Männer im Alter von 16 bis 60 Jahren“ wehrdienstpflichtig wurden, war der Bedarf an preiswerten und schnell zu fertigenden Gewehren, sogenannten Volkssturmgewehren, enorm gestiegen. Von mehreren Unternehmen wurden verschiedene Modelle entwickelt. Nach der Erprobungsphase ging unter anderem das Selbstladegewehr der Gustloff-Werke in Serie. Bei den anderen Modellen handelte es sich um Repetiergewehre (VG 1 und VG 2).

## Funktion

Funktion

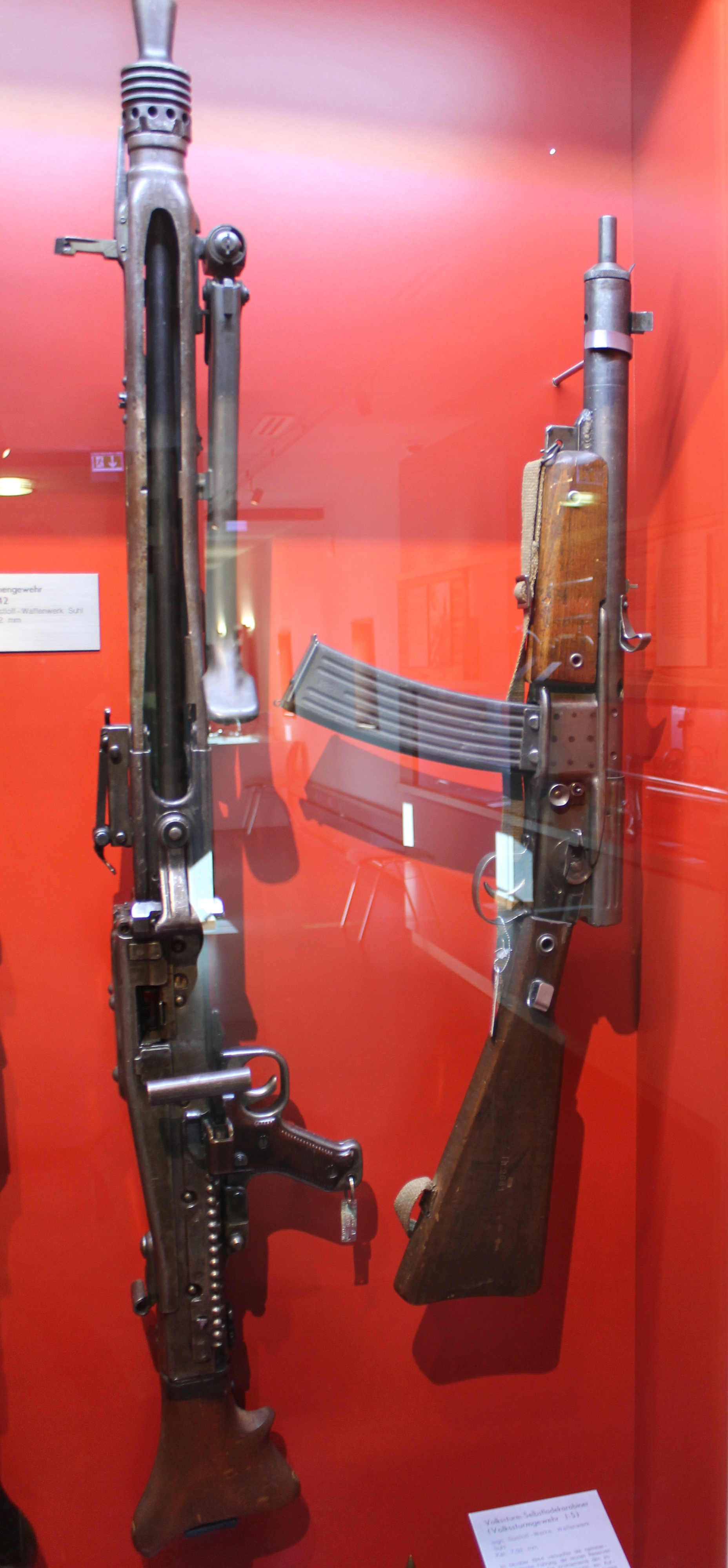
VG 1-5 mit Magazin (rechts) im Waffenmuseum Suhl. Daneben ein MG 42.

Das dem VG 1-5 zu Grunde liegende Verriegelungssystem wurde bereits 1944 unter Leitung des damaligen Chefkonstrukteurs Barnitzke entwickelt und stellte eine Neuheit dar. Das VG 1-5 hat einen durch Gasdruck verzögerten Masseverschluss. Dieser funktioniert folgendermaßen: Gasentnahmebohrungen im Lauf leiten das Gas in eine Hülse, die auf das vordere Ende des Laufes aufgeschoben ist. Die Hülse ist mit dem Laufmantel verbunden, auf dem am hinteren Ende der Verschluss angebracht ist. Durch den nach vorne wirkenden Gasdruck in der Hülse verzögert diese den Rücklauf des Systems, solange Gasdruck vorhanden ist, was die Verwendung der Mittelpatrone P43 in Verbindung mit einem unverriegelten Verschluss erlaubte. Als Magazin dient das des StG 44. Die HK P7 verwendet einen ähnlichen Mechanismus.